# Teka

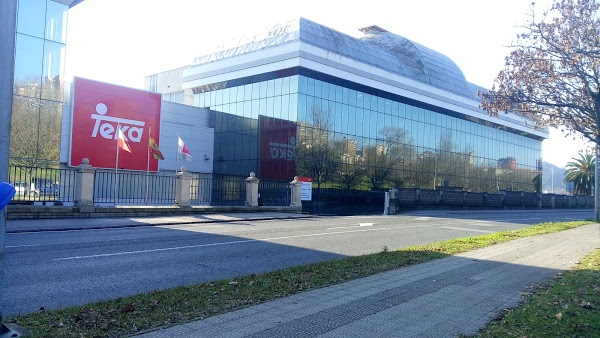
Офисы Teka Spain в Сантандере.

Teka, также известная как Teka Group, — многонациональная компания немецкого происхождения, основанная в 1924 году, основной деятельностью которой является производство и реализация товаров для кухни (бытовая техника, смесители, мойки). Группа имеет 15 заводов в Европе, Америке и Азии и продаёт свою продукцию в 116 странах.

## История
В 1924 году Карл Тильманн, эксперт в производстве сельскохозяйственной техники, заложил основы того, что впоследствии стало Teka. В 1936 году он приобрёл права на обработку нержавеющей стали. Это впоследствии привело к производству бытовой техники для кухни, другой техники и товаров для ванной комнаты.
В 1952 году к компании в качестве партнёра присоединился Хельмут Кляйн, а три года спустя они создали бренд TEKA, получивший своё название от инициалов обоих основателей. С этого момента компания специализировалась на производстве моек и расширила свой каталог за счёт варочных панелей, духовок и вытяжек.
В 1964 году компания обосновалась в Испании, открыв штаб-квартиру в Сантандере. В 1970-е годы, под председательством Клауса Графа, компания начала расширение своей деятельности за пределы Европы, а в последующие десятилетия её присутствие достигло пяти континентов.
В 2002 году представительство Teka было открыто в России. В настоящее время ООО «Тека Рус» имеет головной офис в Москве и дополнительный офис в Новосибирске, в этих городах также находятся склады продукции. Российское подразделение Teka специализируется на товарах для кухни: встраиваемой технике, мойках, смесителях, измельчителях пищевых отходов и аксессуарах. Российские потребители ценят бренд за разнообразие дизайнов коллекций техники и сантехники, надёжность и разветвлённую сеть сервисных центров (около 100).
Знаковая продукция бренда, которая поставляется в Россию: коллекция техники URBAN с полностью стеклянным фасадом в 5 цветах (ночная река, белый, серый пар, серый камень и лондонский кирпич), индукционные варочные панели нестандартной ширины на 30, 45, 80, 90 см. Индукционные панели MasterSense с датчиками для поддержания стабильной температуры имеют до 10 предустановленных функций готовки: поширование, кипение, томление, сохранение тепла, плавление, жарка на гриле, варка конфитюра . А функция рисоварка является уникальной на рынке.
Технологии объединения соседних зон готовки Flex и FullFlex, а также технология SlideCooking для управления температурой перемещением посуды по поверхности всегда вызывают интерес потребителей. Комбинированные варочные панели Hybrid типа индугаз на 60 и на 90 см со сплошными чугунными решётками позволяют использовать сразу 2 типа нагрева: газ и индукцию.
Кухонные мойки Flexlinea из стали марки AISI 304 с 3-мя возможными типами монтажа с водооталкивающим покрытием PureClean либо с долговечным цветным покрытием PVD; гранитные мойки с акрилом или комбинированные мойки Diamond из стали и цветного закалённого стекла, а также смесители в цвет удачно дополняют коллекции техники.
Уникальные духовые шкафы, которые пользуются неизменной популярностью, это SteakMaster с температурой нагрева до 700°С с термоварежкой и ножом в комплекте для приготовления стейков ресторанного качества, а также MaestroPizza со специальной лопаткой и камнем в комплекте для приготовления неаполитанской пиццы, с температурой нагрева до 340°С.
В 2023 году в ассортименте Teka в России появилась коллекция техники Infinity G1, которая сразу привлекла внимание дилеров и потребителей. Коллекция разработана в Италии знаменитой дизайнерской студией Italdesign Giugiaro. Студия причастна к дизайну самых знаковых автомобилей в истории таких брендов, как Ferrari, Lamborghini, Audi, Bugatti и DeLorean Motor Company.
Возвращаясь к истории бренда в мире: в 2009 году было открыто производственное предприятие в Вэйхае, Китай, а впоследствии также в Кайпине и Шанхае. Присутствие в Азии росло за счёт Китая и дочерних компаний в Таиланде, Индонезии, Малайзии, Сингапуре и Вьетнаме. В 2012 году Клаус Граф ушёл с поста президента Teka Group после 48 лет во главе компании из-за преклонного возраста, и его заменил Максимилиан Брённер.
В конце 2013 года компания открыла офисы в Перу, которая стала тридцать третьей страной, где находится штаб-квартира группы. В мае того же года Teka Group получила поддержку финансовых организаций для реализации своего бизнес-плана на следующие пять лет. В дальнейшем компания расширила своё присутствие на Ближнем Востоке со своей базы в Объединенных Арабских Эмиратах и начала распространять продукцию на таких рынках, как Бахрейн, Иран, Оман, Катар, Тунис и Йемен.
В 2014 году группа приступила к реализации плана развития в Африке с целью расширения рынка сбыта своей продукции. В начале 2015 года она укрепила своё присутствие на азиатском рынке, начав деятельность в Индии, Бирме и Камбодже.
В июне 2016 года глобальным генеральным директором Teka Group был назначен доктор Стефан Хетцель. С октября 2023 года глобальным генеральным директором Teka Group назначен Мауро А. Коррейя ввиду добровольной отставки Стефана Хётцля. Мауро А. Коррейя присоединился к Teka в 2016 году и занимал должность президента по международным рынкам. Mauro Correia, new CEO of Teka Appliances
В январе 2017 года Teka перенесла штаб-квартиру своего бизнеса по производству кухонь и ванных комнат на Пасео-де-ла-Кастеллана в Мадриде, а в сентябре того же года Teka Holding реорганизовала компании группы и была переименована в Heritage B.
Heritage B, возглавляемая Максимилианом Брённером, базируется в Швейцарии и является холдинговой компанией, в которую входят Teka Group, чья деятельность сосредоточена на кухнях, Strohm, подразделение ванных комнат, и Thielmann, бренд группы, под которым производятся промышленные контейнеры.

## Бизнес-единицы
Основой деятельности Teka является кухонная зона. Компания ориентирована на производство бытовой техники, моек и смесителей.
Группа продаёт свою продукцию под брендами Teka, Küppersbusch, Intra, Mofem, Thor и Vitrogar. Имеет заводы в Мексике, Венесуэле, Венгрии, Испании,, Италии, Португалии,, Турции, Индонезии и Китае.

## Спонсорство спорта
Группа Teka имеет давние традиции спонсорства спорта. В 1975 году была основана спортивная группа Teka Santander, позже известная как Club Balonmano Cantabria . 27 декабря 1981 года Teka стала первым брендом, спонсировавшим футбольный клуб в Испании, разместив свой логотип на футболке Real Racing Club de Santander . В тот день Racing дебютировала со своим спонсором, встретившись с Реалом Мадридом, командой, которую позже также будет спонсировать бренд Teka.
В 1990-х годах «Реал Мадрид» выиграл 15 титулов с «Teka» в качестве главного спонсора на своей футболке, в том числе седьмой и восьмой Чемпионат Европы .
Что касается баскетбольной секции, Teka также связана с «Реалом». В 1995 году бренд спонсировал клуб, когда команда выиграла свой восьмой Кубок чемпионата Европы. В 2014 году Teka снова подписала соглашение с баскетбольной командой « Реал Мадрид» в качестве главного спонсора клуба в 2015 году.
В Чили Teka спонсировала клуб Unión Española в период с 1990 по 1992 года . 

## Художественное спонсорство
Teka выступала спонсором Музея современного искусства Буэнос-Айреса с 2019 года по 2022 год. В 2019 и 2020 годах Teka спонсировала различные выставки современного искусства таких художников, как Серджио Де Луф, Альберто Греко или Леа Люблин .
С 2020 по 2022 год Teka спонсировала гастрономический тур в музее Тиссена-Борнемисы в Мадриде. Кроме того, Teka являлась одним из главных спонсоров Европейского музея современного искусства, расположенного в Барселоне.